# Коксальные железы

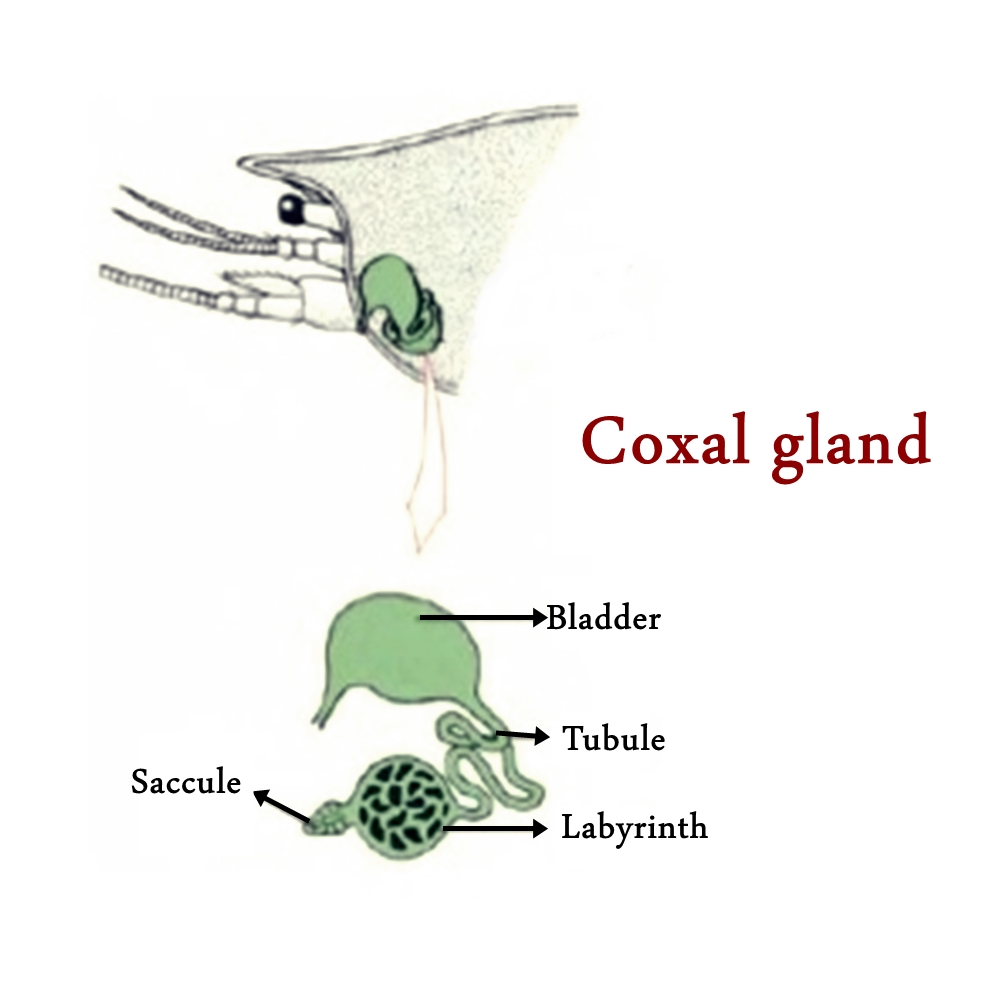
Строение антеннальной, или зелёной, железы ракообразного

Кокса́льные же́лезы (лат. glandulae coxales) — парные выделительные органы мечехвостов и некоторых паукообразных, которые находятся в головогруди. Представляют собой видоизменённые метанефридии, сходны и гомологичны антеннальным и максиллярным железам ракообразных, многоножек, скрытночелюстных.

## Строение
Железы состоят из одного или нескольких (до четырёх) мезодермальных железистых мешочков — саккулюсов. Саккулюсы объединяются единым выносящим извитым каналом, переходящий в «лабиринт» и далее в прямой выводной канал, иногда с расширением — мочевым пузырьком. Отверстия коксальных желёз открываются парными отверстиями вблизи оснований 1-й или 3-й пары ходных ног, рядом с первыми их члениками — тазиками, или коксами (лат. coxae).

## Развитие
В эмбриогенезе закладка коксальных желез происходит у всех паукообразных. У взрослых животных они часто недоразвиты, тогда основную функцию выделения выполняют энтодермальные мальпигиевые сосуды и нефроциты.